# Agence fédérale des réseaux
L'Agence fédérale des réseaux (= Bundesnetzagentur für Elektrizität, Gas, Telekommunikation, Post und Eisenbahnen, abrév.: BNetzA) est une administration fédérale de niveau supérieur qui dépend directement du ministère fédéral de l’Économie et de la Technologie. Elle a son siège à Bonn depuis le 1er octobre 1999.

## Histoire
Après la dissolution du ministère des Postes et des Télécommunications en  1996, c'est l'Office fédéral des postes et des télécommunications (= Bundesamt für Post und Telekommunikation, abrév.: BAPT) qui a d'abord été chargé de la régulation économique des marchés du secteur des postes et des télécommunications en Allemagne.
L'autorité de régulation des postes et des télécommunications (= Regulierungsbehörde für Telekommunikation und Post, abrév.: RegTP) a été fondée le 1er janvier 1998.
Le 13 juillet 2005, cette autorité a été chargée également de réguler les marchés des secteurs de l'électricité et du gaz et a pris le nom de Bundesnetzagentur. 
Depuis le 1er janvier 2006, cette dernière est également compétente dans le secteur de l'infrastructure ferroviaire.

## Organisation
L'agence se compose de neuf « chambres de décision » (= Beschlusskammern) et de neuf départements. Elle est dirigée par un président et deux vice-présidents qui sont tous nommés par le gouvernement fédéral pour une période de cinq ans. Les « chambres de décision » prennent les mesures nécessaires pour déréguler certains secteurs économiques. 

## Compétences
L'agence est chargée d'exécuter la loi relative à la régulation des activités postales, la loi de réglementation des télécommunications, la loi relative au secteur de l'énergie et la loi relative à la gestion de l’infrastructure ferroviaire. Ces lois permettent à l'agence de prendre des actions pour libéraliser et réguler les secteurs de l'électricité, du gaz, des télécommunications, des postes et des chemins de fer. 

## Domaines d'action
La BNetzA prend des actions dans ces secteurs. Au cours des dix premières années de son existence, l'agence a pris des mesures spécialement dans les secteurs de l'électricité et des télécommunications. Elle a régulé les taxes d'utilisation des réseaux dans ces secteurs pour permettre aux nouveaux ou petits gestionnaires de distribution d'électricité l'accès aux marchés mentionnés ci-dessus. Par ses actions, elle veut aussi établir une certaine concurrence dans ces secteurs. 

## Mesures
Pour arriver à la concurrence souhaitée dans les secteurs mentionnés ci-dessus, la BNetzA a plusieurs moyens à sa disposition. Elle a le droit de prendre certaines mesures énumérées dans la loi relative à la régulation des activités postales, la loi de réglementation des télécommunications, la loi relative au secteur de l'énergie et la loi relative à la gestion de l’infrastructure ferroviaire. Elle peut par exemple, après une procédure devant une « chambre de décision », réguler la rétribution pour l'utilisation de certaines infrastructures comme les réseaux d'électricité ou de télécommunications. 

## BNetzA/Europe
En Allemagne, la loi de régulation a été promulguée en application de plusieurs directives de l'Union Européenne. L'Union européenne a promulgué ces directives pour accélérer la concurrence entre les entreprises européennes. La Commission européenne contrôle l'exécution des directives dans les pays membres de l'Union européenne. Si la BNetzA n'applique pas en bonne et due forme les directives de la Commission européenne, celle-ci peut porter plainte contre la République fédérale d'Allemagne devant la Cour de justice des Communautés européennes (art. 226 ECT). 

## Statistiques
Dans son Rapport annuel 2006, l'agence fait mention à la page 22 de 38.351 plaintes avec la répartition suivante selon les secteurs :
- Télécommunications : 33.941
- Électricité : 2.128
- Poste: 1.593
- Gaz: 676
- Chemins de fer: 13

À la page 29 du Rapport annuel mentionné ci-dessus, il est fait état de 36.928 plaintes par écrit au sujet d'abus de numéro de téléphone et de spams se répartissant de la sorte :
- Spams : 86,6 %
- Dialeur : 0,9 %
- Prix : 1,5 %
- Renseignements sur les numéros commençant par 0190 : 3 %
- Autres : 8 %

À la page 38 du même rapport est analysé le traitement des demandes de conciliation :
- Demandes de conciliation engagées : 32 %
- Demandes inadmissibles : 50 %
- Procédures en examen : 6 %
- Demandes retirées par le demandeur : 12 %

À la page 39 se trouvent les résultats des demandes de conciliation admissibles en pourcentage :
- Accord amiable : 52 %
- Procédures en cours : 43 %
- Fin de la procédure à la suite du désistement de la part du demandeur : 1 %
- Fin de la procédure à la suite du retrait du défendeur : 4 %

## Quelques cas
Vous trouvez certaines informations de presse sur : 
n-tv (en allemand)